# Piotr Sieklucki
Piotr Sieklucki (ur. 28 grudnia 1980 we Wrocławiu) – polski reżyser i aktor teatralny, współzałożyciel i dyrektor Teatru Nowego w Krakowie, manager kultury, współtwórca licznych projektów teatralnych i społecznych. Laureat kilku nagród teatralnych.

## Życiorys
Manager kultury, aktor, reżyser. Na deskach teatru zadebiutował w 2002 w spektaklu Griga obchodzi imieniny według Antoniego Czechowa, którego także był reżyserem. W 2005 ukończył studia na PWST w Krakowie. Występował w teatrach krakowskich: Grupa Rafała Kmity (2005), Stary Teatr im. Heleny Modrzejewskiej (2005). W 2006 założył Teatr Nowy Proxima, którego jest Dyrektorem Naczelnym i Artystycznym.
Sieklucki zrealizował dotąd kilkanaście spektakli, które powstawały zarówno w kierowanym przez niego Teatrze Nowym w Krakowie, jak i na scenach w Kielcach, Łodzi, Wrocławiu, Gnieźnie, Słupsku czy Uljanowskuw Rosji. Jego spektakle oparte są głównie na prozie, zarówno klasycznej (Czechow, Witkacy, Gombrowicz), jak i współczesnej (Jerofiejew, Witkowski). Od kilku lat realizuje własne autorskie muzyczne spektakle („Królowa” o Freddym Mercurym, „Kazik ja tylko żaryowałem”) oraz gra na scenie (rola Częstochowskiej w spektaklu „Kora.Boska” czy Grzegorza Ciechowskiego w „Nie pytaj”).
Jest stypendystą Ministra Kultury i Dziedzictwa Narodowego, Prezydenta Miasta Krakowa oraz laureatem kilku prestiżowych nagród, m.in. Nagrody im. Stanisława Wyspiańskiego przyznawaną przez Radę Miasta Krakowa i Prezydenta Miasta Krakowa. 21 grudnia 2024 roku odznaczony został brązowym medalem Zasłużony Kulturze Gloria Artis za dokonania twórcze i organizatorskie oraz wkład w rozwój i promocję polskiej kultury.

## Kontrowersje
Działalność adaptacyjna i reżyserska Piotra Siekluckiego budzi często kontrowersje. Premierze spektaklu Lubiewo na podstawie głośnej powieści Michała Witkowskiego towarzyszyły doniesienia, że wśród krakowskich aktorów nie udało się znaleźć odtwórców głównych ról, gdyż scenariusz okazał się dla nich zbyt mocny. Skandalem zakończyło się przygotowanie przez Siekluckiego dla kieleckiego teatru spektaklu Dracula na podstawie Brama Stokera z tekstami zaczerpniętymi z Markiza de Sade’a, Piera Paola Pasoliniego i Marii Janion. Dyrektor Piotr Szczerski zerwał współpracę z Siekluckim na miesiąc przed premierą, a adaptację nazwał „pozbawioną dramaturgii artystyczną hucpą”. Decyzja dyrektora także wzbudziła kontrowersje w środowisku aktorskim.

## Ważniejsze spektakle
- 2007: Pijany na cmentarzu na podstawie Marka Hłaski, Teatr im. Stefana Żeromskiego w Kielcach[10]
- 2008: Jaskinia filozofów, Zbigniew Herbert, Teatr Nowy w Krakowie
- 2008: Nocą na pewnym osiedlu, Herbert Berger, Teatr im. Stefana Żeromskiego w Kielcach
- 2008: Trans-Atlantyk, czyli antypolska robota na podstawie Witolda Gombrowicza, Teatr im. Stefana Żeromskiego w Kielcach
- 2010: Kariera Nikodema Dyzmy na podstawie Tadeusza Dołęgi-Mostowicza, Teatr im. Stefana Żeromskiego w Kielcach
- 2011: Pożegnanie jesieni na podstawie Witkacego, Wrocławski Teatr Współczesny im. Edmunda Wiercińskiego
- 2011: Lubiewo na podstawie Michała Witkowskiego, Teatr Nowy w Krakowie[11][12][13]

## Nagrody
- 2005: Nagroda Mediów (wyróżnienie dla aktora o silnej scenicznej osobowości) oraz nagroda 100 euro od sponsora za rolę Ojca Laurentego w spektaklu Romeo i Julia Williama Szekspira na Festiwalu Szkół Teatralnych w Łodzi[10]
- 2006: Nagroda „za inicjatywę” dla Teatru Nowego z Krakowa za przedstawienia Historie Petra Zelenki i Griga obchodzi imieniny na X Ogólnopolskim Festiwalu Komedii „Talia” w Tarnowie[10]
- 2008: „Dzika Róża” dla najlepszego spektaklu sezonu 2007/2008 Trans-Atlantyk w Teatrze im. Żeromskiego w Kielcach[10]
- 2009: „Dzika Róża” dla najlepszego przedstawienia sezonu 2008/2009 Nocą na pewnym osiedlu (Kielce)[10]
- 2021 Nagroda im. Stanisława Wyspiańskiego przyznawana przez Prezydenta Miasta Krakowa
- 2021 Nagroda za reżyserię spektaklu „Kazik, ja tylko żartowałem” Festiwalu Komedii Talia

## Wybrana filmografia
- 2005 Solidarność, Solidarność...
- 2007 Katyń